# Dolné Naštice
Dolné Naštice (in ungherese: Alsóneszte) è un comune della Slovacchia facente parte del distretto di Bánovce nad Bebravou, nella regione di Trenčín.